# Lutzomyia intermedia
Lutzomyia intermedia är en tvåvingeart som först beskrevs av Lutz A., Neiva A. 1912.  Lutzomyia intermedia ingår i släktet Lutzomyia och familjen fjärilsmyggor. Inga underarter finns listade i Catalogue of Life.